# 과천시영버스
과천시영버스(果川市營-)은 과천시청에서 1993년부터 2015년까지 직접 운행하는 소규모 대중교통이다.
과천시에서는 과천시를 연고로 하는 시내버스 업체가 없는 대신에, 교통소외지역에 시에서 시영버스를 직접 개통하여 운영한다. 재정 부담으로 2015년 3월 1일부터 과천운수에 차량 및 노선을 양수하였다. 차량은 과천시 고유 도색을 적용하여 운행하며, 운임은 마을버스와 똑같았다.

## 노선 목록
아래 노선은 과천시영버스 폐지 이전에 운행하던 노선 목록이다.
- 1번 : 과천시청 ↔ 주암동 ↔ 양재화물터미널 (현 과천여객 일반시내버스 6번)
- 3번 : 과천시청 ↔ 벌말
- 3-1번 : 과천시청 ↔ 뒷골 (3번 차량으로 운행)
- 4번 : 과천시청 ↔ 옥탑골 (현 5번)